# Фадеев, Валерий Владимирович
Вале́рий Влади́мирович Фаде́ев (20 июля 1939, Москва — 11 августа 2021) — советский футболист. Мастер спорта с 1960 года.

## Биография
Заниматься футболом начал в юношеской команде «Метростроя». Директором школы был известный защитник ЦДКА 1930—1940-х годов Константин Лясковский, первым тренером Фадеева стал детский тренер Нил Гугнин. Дебютировал Фадеев в матче с ГПЗ (Подшипниковый завод) сразу за первую юношескую команду и в первом же матче забил 4 мяча. Вскоре перешёл в ФШМ. В 1958 году после чемпионата СССР среди футбольных школ, который проходил в Воронеже, Фадееву стали поступать предложения от московских клубов «Спартак», ЦСК МО, «Динамо». Тренер Фадеева Константин Бесков посоветовал ему идти в «Динамо». В первом же сезоне за команду он стал чемпионом страны, сыграв 5 матчей и отметившись 1 голом. С апреля 1966 года Фадеев был постоянно в составе и сыграл за это время 7 матчей, но после поражения от киевского «Динамо» (0:2) главный тренер Соловьёв устроил собрание, на котором заявил, что Фадеев с Владимиром Глотовым разложили команду. Фадеев перешёл в донецкий «Шахтёр». Потом были узбекский «Политотдел», махачкалинское «Динамо» и целиноградское «Динамо».
После завершения футбольной карьеры работал старшим, а затем ведущим инженером ОКБ «Автоматика». Во время перестройки был метрдотелем в ресторане, потом, до выхода на пенсию — заместителем гендиректора «Кворума» — дочерней компании «Лукойла».
Умер 11 августа 2021 года.

## Карьера в сборной
В олимпийскую сборную СССР получил приглашение от Вячеслава Соловьёва. 28 июня 1964 года провёл матч на нейтральном поле со сборной ГДР, окончившийся победой немцев со счётом 4:1, Фадееву отличиться в том матче не удалось.

## Личная жизнь
В детстве его воспитывала тётка, работавшая на заводе «Каучук» вместе с мужем. Отец в качестве простого рабочего получил направление за границу, работал в Австрии и Англии. По возвращении на родину возглавил отдел в одном из отраслевых министерств. Учился в Плехановском институте, который окончил в 1966 году.

## Достижения

### Командные
«Динамо» (Москва)
- Чемпион СССР: 1959, 1963
- Серебряный призёр чемпионата СССР: 1962
- Бронзовый призёр чемпионата СССР: 1960

### Личные
- № 3 в списке 33 лучших футболистов сезона в СССР: 1963